# Lobivia bridgesii
Lobivia bridgesii ist eine Pflanzenart aus der Gattung Lobivia in der Familie der Kakteengewächse (Cactaceae). Das Artepitheton bridgesii ehrt den britischen Botaniker Thomas Charles Bridges (1807–1865).

## Beschreibung
Lobivia bridgesii wächst häufig in Gruppen und bildet aus der Basis drei bis sechs Triebe. Die kugelförmigen bis länglichen Triebe erreichen bei Durchmessern von 13 Zentimetern Wuchshöhen von bis zu 40 Zentimeter. Es sind neun bis zwölf deutliche Rippen vorhanden, die gekerbt oder nicht gekerbt sind. Die darauf befindlichen großen Areolen sind braun. Aus ihnen entspringen kurze und kegelige oder längere und nadelige Dornen von bis zu 2 Zentimetern Länge. Der meist einzelne Mitteldorn, manchmal fehlt er oder es werden mehrere ausgebildet, ist grau und dunkler gespitzt. Die acht bis zehn sehr ungleichen Randdornen sind braun.
Die weißen Blüten öffnen sich in der Nacht. Sie sind 15 bis 20 Zentimeter lang.

## Verbreitung, Systematik und Gefährdung
Lobivia bridgesii ist im bolivianischen Departamento La Paz in Trockentälern und der Puna-Vegetation in Höhenlagen von 2900 bis 3200 Metern verbreitet.
Die Erstbeschreibung als Echinopsis bridgesii durch Joseph zu Salm-Reifferscheidt-Dyck wurde 1850 veröffentlicht. Boris O. Schlumpberger stellte die Art 2012 in die Gattung Lobivia. Ein weiteres nomenklatorisches Synonym ist Echinopsis salmiana var. bridgesii (Salm-Dyck) K.Schum. (1897).
Es werden folgende Unterarten unterschieden:
- Lobivia bridgesii subsp. bridgesii
- Lobivia bridgesii subsp. vallegrandensis (Cárdenas) Schlumpb.
- Lobivia bridgesii subsp. yungasensis (F.Ritter) Schlumpb.

In der Roten Liste gefährdeter Arten der IUCN wird die Art als „Least Concern (LC)“, d. h. als nicht gefährdet geführt.

## Nachweise